# مجلس الوزراء البحريني 2002
مجلس الوزراء البحريني 2002 أو الحكومة البحرينية السادسة , تشكلت الحكومة في يوم الأثنين 11 نوفمبر 2002  بموجب المرسوم الملكي رقم 48 لسنة 2002  الذي أصدره صاحب الجلالة الملك حمد بن عيسى آل خليفة ملك مملكة البحرين وذالك بعد إستقالة الحكومة السابقة في يوم الأحد 10 نوفمبر 2002 ، وأصدر صاحب الجلالة ملك مملكة البحرين في 10 نوفمبر 2002 أمر ملكي بتعين صاحب السمو الشيخ خليفة بن سلمان آل خليفة رئيساً لمجلس الوزراء وتكليفه بترشيح أعضاء الحكومة الجديدة وصدر مرسوم تشكيل الحكومة في 11 نوفمبر 2002 , وأستقالت الحكومة في يوم الأحد 10 ديسمبر 2006 بعد أعلان نتائج الأنتخابات البرلمانية وعملاً بالمادة 33 من الدستور والتي تنص على تشكيل وزارة جديدة بعد الأنتخابات البرلمانية وأصدر صاحب الجلالة الملك حمد بن عيسى ال خليفة ملك مملكة البحرين في نفس اليوم أمر ملكي بقبول أستقالة الحكومة وتكليف رئيس مجلس الوزراء بتصريف العاجل من أمور الدولة حتى تشكيل الحكومة الجديدة.

## أعضاء مجلس الوزراء

### التشكيل الوزاري بعد تعديله في 26 سبتمبر 2005 حتى أستقالة الحكومة في 10 ديسمبر 2006
| الأسم | المنصب                                       | تاريخ تولي المنصب |
| --- | -------------------------------------------- | ----------------- |
| الشيخ خليفة بن سلمان آل خليفة | رئيس مجلس الوزراء                            | 15 أغسطس 1971     |
| الشيخ عبدالله بن خالد آل خليفة | نائب رئيس مجلس الوزراء وزير الشؤون الأسلامية | 11 نوفمبر 2002    |
| الشيخ محمد بن مبارك آل خليفة | نائب رئيس مجلس الوزراء                       | 11 نوفمبر 2002    |
| الشيخ علي بن خليفة آل خليفة | نائب رئيس مجلس الوزراء وزير المواصلات        | 26 سبتمبر 2005    |
| الشيخ خالد بن عبدالله آل خليفة | وزير ديوان رئيس مجلس الوزراء                 | 11 نوفمبر 2002    |
| الشيخ خليفة بن أحمد آل خليفة | وزير الدفاع                                  | 31 مارس 1988      |
| محمد بن أبراهيم المطوع | وزير شؤون مجلس الوزراء                       | 11 نوفمبر 2002    |
| الشيخ راشد بن عبدالله آل خليفة | وزير الداخلية                                | 22 مايو 2004      |
| الشيخ أحمد بن عطية الله آل خليفة | وزير الدولة لشؤون مجلس الوزراء               | 26 سبتمبر 2005    |
| الشيخ خالد بن أحمد بن محمد آل خليفة | وزير الخارجية                                | 26 سبتمبر 2005    |
| الشيخ عيسى بن علي آل خليفة | وزير النفط                                   | 11 نوفمبر 2002    |
| علي بن صالح الصالح | وزير شؤون البلديات والزراعة                  | 14 يناير 2005     |
| الشيخ عبدالله بن سلمان آل خليفة | وزير الكهرباء والماء                         | 11 نوفمبر 2002    |
| عبدالعزيز بن محمد الفاضل | وزير الدولة لشؤون مجلسي النواب والشورى       | 11 نوفمبر 2002    |
| عبدالله بن حسن سيف | وزير المالية والأقتصاد الوطني                | 31 مايو 1999      |
| عبدالنبي بن عبدالله الشعلة | وزير دولة                                    | 11 نوفمبر 2002    |
| فهمي بن علي الجودر | وزير الإعلام                                 | 14 يناير 2005     |
| الدكتور محمد عبدالغفار عبدالله | وزير الدولة للشؤون الخارجية                  | 11 نوفمبر 2002    |
| الدكتور حسن بن عبدالله فخرو | وزير الصناعة والتجارة                        | 14 يناير 2005     |
| الشيخ الدكتور محمد علي بن الشيخ منصور الستري | وزير العدل                                   | 14 يناير 2005     |
| الدكتور ماجد بن علي النعيمي | وزير التربية والتعليم                        | 11 نوفمبر 2002    |
| الدكتورة ندى عباس حافظ | وزيرة الصحة                                  | 21 أبريل 2004     |
| الشيخ أحمد بن محمد آل خليفة | وزير المالية                                 | 14 يناير 2005     |
| الدكتور عبدالحسين ميرزا | وزير الدولة لشؤون مجلس الوزراء               | 14 يناير 2005     |
| فاطمة محمد البلوشي | وزير العمل والشؤون الأجتماعية                | 14 يناير 2005     |
| في 26 سبتمبر 2005 صدر مرسوماً بتعديل وزاري حيث تم تعين الشيخ محمد بن مبارك آل خليفة نائباً لرئيس مجلس الوزراء والشيخ علي بن خليفة آل خليفة نائباً لرئيس مجلس الوزراء ووزيراً للمواصلات والشيخ أحمد بن عطية الله آل خليفة وزيراً للدولة لشؤون مجلس الوزراء والشيخ خالد بن أحمد بن محمد آل خليفة وزيراً للخارجية |                                              |                   |

### التشكيل الوزاري بعد تعديله في 14 يناير 2005
| الأسم | المنصب                                       | تاريخ تولي المنصب |
| --- | -------------------------------------------- | ----------------- |
| الشيخ خليفة بن سلمان ال خليفة | رئيس مجلس الوزراء                            | 15 أغسطس 1971     |
| الشيخ عبدالله بن خالد آل خليفة | نائب رئيس مجلس الوزراء وزير الشؤون الأسلامية | 11 نوفمبر 2002    |
| الشيخ محمد بن مبارك آل خليفة | نائب رئيس مجلس الوزراء                       | 11 نوفمبر 2002    |
| الشيخ محمد بن مبارك آل خليفة | وزير الخارجية                                | 15 أغسطس 1971     |
| الشيخ علي بن خليفة آل خليفة | وزير المواصلات                               | 21 مارس 1993      |
| الشيخ خالد بن عبدالله آل خليفة | وزير ديوان رئيس مجلس الوزراء                 | 11 نوفمبر 2002    |
| الشيخ خليفة بن أحمد آل خليفة | وزير الدفاع                                  | 31 مارس 1988      |
| محمد بن أبراهيم المطوع | وزير شؤون مجلس الوزراء                       | 11 نوفمبر 2002    |
| الشيخ راشد بن عبدالله آل خليفة | وزير الداخلية                                | 22 مايو 2004      |
| الشيخ عيسى بن علي آل خليفة | وزير النفط                                   | 11 نوفمبر 2002    |
| علي بن صالح الصالح | وزير شؤون البلديات والزراعة                  | 14 يناير 2005     |
| الشيخ عبدالله بن سلمان آل خليفة | وزير الكهرباء والماء                         | 11 نوفمبر 2002    |
| عبدالعزيز بن محمد الفاضل | وزير الدولة لشؤون مجلسي النواب والشورى       | 11 نوفمبر 2002    |
| عبدالنبي بن عبدالله الشعلة | وزير دولة                                    | 11 نوفمبر 2002    |
| فهمي بن علي الجودر | وزير الإعلام                                 | 14 يناير 2005     |
| الدكتور محمد عبدالغفار عبدالله | وزير الدولة للشؤون الخارجية                  | 11 نوفمبر 2002    |
| الدكتور حسن بن عبدالله فخرو | وزير الصناعة والتجارة                        | 14 يناير 2005     |
| الشيخ الدكور محمد علي بن الشيخ منصور الستري | وزير العدل                                   | 14 يناير 2005     |
| الدكتور ماجد بن علي النعيمي | وزير التربية والتعليم                        | 11 نوفمبر 2002    |
| الدكتورة ندى عباس حافظ | وزيرة الصحة                                  | 21 أبريل 2004     |
| الشيخ أحمد بن محمد آل خليفة | وزير المالية                                 | 14 يناير 2005     |
| الدكتور عبدالحسين ميرزا | وزير الدولة لشؤون مجلس الوزراء               | 14 يناير 2005     |
| فاطمة محمد البلوشي | وزير العمل والشؤون الأجتماعية                | 14 يناير 2005     |
| في 14 يناير 2005 صدر مرسوماً بتعديل وزاري حيث تم تعيين علي صالح الصالح وزيراً لشؤون البلديات والزراعة والدكتور محمد عبدالغفار عبدالله وزيراً للأعلام ووزيراً للدولة لشؤون الخارجية والدكتور حسن عبدالله فخرو وزيراً للصناعة التجارة والشيخ الدكتور محمد علي الستري وزيراً للعدل والدكتور عبدالحسين علي ميرزاً وزيراً للدولة لشؤون مجلس الوزراء والشيخ أحمد بن محمد آل خليفة وزيراً للمالية وفاطمة محمد البلوشي وزيرة للشؤون الأجتماعية |                                              |                   |

### التشكيل الوزاري بعد تعديله في 22 مايو 2004
| الأسم | المنصب                                       | تاريخ تولي المنصب |
| --- | -------------------------------------------- | ----------------- |
| الشيخ خليفة بن سلمان ال خليفة | رئيس مجلس الوزراء                            | 15 أغسطس 1971     |
| الشيخ عبدالله بن خالد آل خليفة | نائب رئيس مجلس الوزراء وزير الشؤون الأسلامية | 11 نوفمبر 2002    |
| الشيخ محمد بن مبارك آل خليفة | نائب رئيس مجلس الوزراء                       | 11 نوفمبر 2002    |
| الشيخ محمد بن مبارك آل خليفة | وزير الخارجية                                | 15 أغسطس 1971     |
| الشيخ علي بن خليفة آل خليفة | وزير المواصلات                               | 21 مارس 1993      |
| جواد بن سالم العريض | وزير العدل                                   | 11 نوفمبر 2002    |
| الشيخ خالد بن عبدالله آل خليفة | وزير ديوان رئيس مجلس الوزراء                 | 11 نوفمبر 2002    |
| الشيخ خليفة بن أحمد آل خليفة | وزير الدفاع                                  | 31 مارس 1988      |
| محمد بن أبراهيم المطوع | وزير شؤون مجلس الوزراء                       | 11 نوفمبر 2002    |
| الشيخ راشد بن عبدالله آل خليفة | وزير الداخلية                                | 22 مايو 2004      |
| الشيخ عيسى بن علي آل خليفة | وزير النفط                                   | 11 نوفمبر 2002    |
| علي بن صالح الصالح | وزير التجارة                                 | 26 يونيو 1995     |
| الشيخ عبدالله بن سلمان آل خليفة | وزير الكهرباء والماء                         | 11 نوفمبر 2002    |
| عبدالعزيز بن محمد الفاضل | وزير الدولة لشؤون مجلسي النواب والشورى       | 11 نوفمبر 2002    |
| عبدالله بن حسن سيف | وزير المالية والأقتصاد الوطني                | 31 مايو 1999      |
| عبدالنبي بن عبدالله الشعلة | وزير دولة                                    | 11 نوفمبر 2002    |
| نبيل بن يعقوب الحمر | وزير الإعلام                                 | 11 نوفمبر 2002    |
| فهمي بن علي الجودر | وزير للأشغال والأسكان                        | 11 نوفمبر 2002    |
| الدكتور محمد عبدالغفار عبدالله | وزير الدولة للشؤون الخارجية                  | 11 نوفمبر 2002    |
| الدكتور حسن بن عبدالله فخرو | وزير الصناعة                                 | 11 نوفمبر 2002    |
| الشيخ الدكور محمد علي بن الشيخ منصور الستري | وزير الدولة لشؤون البلديات                   | 11 نوفمبر 2002    |
| الدكتور ماجد بن علي النعيمي | وزير التربية والتعليم                        | 11 نوفمبر 2002    |
| الدكتور مجيد بن محسن العلوي | وزير العمل والشؤون الأجتماعية                | 11 نوفمبر 2002    |
| الدكتور عبدالحسين علي ميرزا | وزير الدولة                                  | 11 نوفمبر 2002    |
| الدكتورة ندى عباس حافظ | وزيرة الصحة                                  | 21 أبريل 2004     |
| في 22 مايو 2004 صدر مرسوماً بتعين الشيخ راشد بن عبدالله آل خليفة وزيراً للداخلية خلفاً للشيخ محمد بن خليفة آل خليفة الذي شغل المنصب منذ 15 ديسمبر 1973 |                                              |                   |

### التشكيل الوزاري بعد تعديله في 21 أبريل 2004
| الأسم                                                                | المنصب                                       | تاريخ تولي المنصب |
| -------------------------------------------------------------------- | -------------------------------------------- | ----------------- |
| الشيخ خليفة بن سلمان آل خليفة                                        | رئيس مجلس الوزراء                            | 15 أغسطس 1971     |
| الشيخ عبدالله بن خالد آل خليفة                                       | نائب رئيس مجلس الوزراء وزير الشؤون الأسلامية | 11 نوفمبر 2002    |
| الشيخ محمد بن مبارك آل خليفة                                         | نائب رئيس مجلس الوزراء                       | 11 نوفمبر 2002    |
| الشيخ محمد بن مبارك آل خليفة                                         | وزير الخارجية                                | 15 أغسطس 1971     |
| الشيخ محمد بن خليفة آل خليفة                                         | وزير الداخلية                                | 15 ديسمبر 1973    |
| الشيخ علي بن خليفة آل خليفة                                          | وزير المواصلات                               | 21 مارس 1993      |
| جواد بن سالم العريض                                                  | وزير العدل                                   | 11 نوفمبر 2002    |
| الشيخ خالد بن عبدالله آل خليفة                                       | وزير ديوان رئيس مجلس الوزراء                 | 11 نوفمبر 2002    |
| الشيخ خليفة بن أحمد آل خليفة                                         | وزير الدفاع                                  | 31 مارس 1988      |
| محمد بن أبراهيم المطوع                                               | وزير شؤون مجلس الوزراء                       | 11 نوفمبر 2002    |
| الشيخ عيسى بن علي آل خليفة                                           | وزير النفط                                   | 11 نوفمبر 2002    |
| علي بن صالح الصالح                                                   | وزير التجارة                                 | 26 يونيو 1995     |
| الشيخ عبدالله بن سلمان آل خليفة                                      | وزير الكهرباء والماء                         | 11 نوفمبر 2002    |
| عبدالعزيز بن محمد الفاضل                                             | وزير الدولة لشؤون مجلسي النواب والشورى       | 11 نوفمبر 2002    |
| عبدالله بن حسن سيف                                                   | وزير المالية والإقتصاد الوطني                | 31 مايو 1999      |
| عبدالنبي بن عبدالله الشعلة                                           | وزير دولة                                    | 11 نوفمبر 2002    |
| نبيل بن يعقوب الحمر                                                  | وزير الإعلام                                 | 11 نوفمبر 2002    |
| فهمي بن علي الجودر                                                   | وزير للأشغال والأسكان                        | 11 نوفمبر 2002    |
| الدكتور محمد عبدالغفار عبدالله                                       | وزير الدولة للشؤون الخارجية                  | 11 نوفمبر 2002    |
| الدكتور حسن بن عبدالله فخرو                                          | وزير الصناعة                                 | 11 نوفمبر 2002    |
| الشيخ الدكور محمد علي بن الشيخ منصور الستري                          | وزير الدولة لشؤون البلديات                   | 11 نوفمبر 2002    |
| الدكتور ماجد بن علي النعيمي                                          | وزير التربية والتعليم                        | 11 نوفمبر 2002    |
| الدكتور مجيد بن محسن العلوي                                          | وزير العمل والشؤون الأجتماعية                | 11 نوفمبر 2002    |
| الدكتور عبدالحسين علي ميرزا                                          | وزير الدولة                                  | 11 نوفمبر 2002    |
| الدكتورة ندى عباس حافظ                                               | وزيرة الصحة                                  | 21 أبريل 2004     |
| في 21 أبريل 2004 صدر مرسوماً بتعين الدكتورة ندى عباس حافظ وزيرة للصحة |                                              |                   |

### التشكيل الوزاري من 11 نوفمبر 2002 حتى 21 أبريل 2004
| الأسم                                       | المنصب                                       | تاريخ تولي المنصب |
| ------------------------------------------- | -------------------------------------------- | ----------------- |
| الشيخ خليفة بن سلمان آل خليفة               | رئيس مجلس الوزراء                            | 15 أغسطس 1971     |
| الشيخ عبدالله بن خالد آل خليفة              | نائب رئيس مجلس الوزراء وزير الشؤون الأسلامية | 11 نوفمبر 2002    |
| الشيخ محمد بن مبارك آل خليفة                | نائب رئيس مجلس الوزراء                       | 11 نوفمبر 2002    |
| الشيخ محمد بن مبارك آل خليفة                | وزير الخارجية                                | 15 أغسطس 1971     |
| الشيخ محمد بن خليفة آل خليفة                | وزير الداخلية                                | 15 ديسمبر 1973    |
| الشيخ علي بن خليفة آل خليفة                 | وزير المواصلات                               | 21 مارس 1993      |
| جواد بن سالم العريض                         | وزير العدل                                   | 11 نوفمبر 2002    |
| الشيخ خالد بن عبدالله آل خليفة              | وزير ديوان رئيس مجلس الوزراء                 | 11 نوفمبر 2002    |
| الشيخ خليفة بن أحمد آل خليفة                | وزير الدفاع                                  | 31 مارس 1988      |
| محمد بن أبراهيم المطوع                      | وزير شؤون مجلس الوزراء                       | 11 نوفمبر 2002    |
| الشيخ عيسى بن علي آل خليفة                  | وزير النفط                                   | 11 نوفمبر 2002    |
| علي بن صالح الصالح                          | وزير التجارة                                 | 26 يونيو 1995     |
| الشيخ عبدالله بن سلمان آل خليفة             | وزير الكهرباء والماء                         | 11 نوفمبر 2002    |
| عبدالعزيز بن محمد الفاضل                    | وزير الدولة لشؤون مجلسي النواب والشورى       | 11 نوفمبر 2002    |
| عبدالله بن حسن سيف                          | وزير المالية والأقتصاد الوطني                | 31 مايو 1999      |
| عبدالنبي بن عبدالله الشعلة                  | وزير دولة                                    | 11 نوفمبر 2002    |
| نبيل بن يعقوب الحمر                         | وزير الإعلام                                 | 11 نوفمبر 2002    |
| فهمي بن علي الجودر                          | وزير للأشغال والأسكان                        | 11 نوفمبر 2002    |
| الدكتور محمد عبدالغفار عبدالله              | وزير الدولة للشؤون الخارجية                  | 11 نوفمبر 2002    |
| الدكتور حسن بن عبدالله فخرو                 | وزير الصناعة                                 | 11 نوفمبر 2002    |
| الشيخ الدكور محمد علي بن الشيخ منصور الستري | وزير الدولة لشؤون البلديات                   | 11 نوفمبر 2002    |
| الدكتور ماجد بن علي النعيمي                 | وزير التربية والتعليم                        | 11 نوفمبر 2002    |
| الدكتور مجيد بن محسن العلوي                 | وزير العمل والشؤون الأجتماعية                | 11 نوفمبر 2002    |
| الدكتور عبدالحسين علي ميرزا                 | وزير الدولة                                  | 11 نوفمبر 2002    |
| الدكتور خليل بن إبراهيم حسن                 | وزير الصحة                                   | 11 نوفمبر 2002    |